# Titulatuur in het Nederlands hoger onderwijs
De titulatuur in het Nederlands hoger onderwijs omvat de titels en regels voor het dragen daarvan voor wie na afronding van een opleiding in het Nederlands hoger beroepsonderwijs en wetenschappelijk onderwijs een graad is verleend. Van rechtswege heeft men dan het recht op het dragen van een titel. De wet schrijft voor welke titel bij welke opleiding behoort. Zij stelt het strafbaar om een titel of, sinds 1 januari 2018, een graad te voeren die niet daadwerkelijk van rechtswege is verkregen. Volgens art. 435 ten derde van het Wetboek van Strafrecht is dit een overtreding waarop een boete staat van maximaal € 4350 (tweede categorie, 2020).
De komst van de bachelor-masterstructuur heeft ertoe geleid dat universiteiten en hogescholen uitsluitend nog graden verlenen, maar waarvan de bezitter de keus heeft de graad te voeren of de titel volgens artikel 7.20 lid 1 en lid 2.

## Traditionele Nederlandse titels

### Titels in het wetenschappelijk onderwijs
| Afkorting | Titel                 | Omschrijving |
| --------- | --------------------- | --- |
| prof.     | professor             | Geen academische graad, maar een aanduiding dat iemand het universitaire ambt hoogleraar (aanspreekvorm: professor) uitoefent.                                                                                         |
| dr.       | doctor                | Hoogste universitaire titel en graad die een persoon kan verwerven, te verkrijgen na wetenschappelijke promotie |
| dr.h.c.   | doctor honoris causa  | Een eredoctoraat wordt verleend aan personen die een uitzonderlijke prestatie hebben geleverd in de wetenschap, op maatschappelijk gebied of in de politiek.                                                           |
| mr.       | meester in de rechten | Titel voor de studie Rechtsgeleerdheid, met uitzondering van de vrije studierichting; daar werd de drs.-titel verleend.                                                                                                |
| ir.       | ingenieur             | Titel voor de meeste studies aan technische universiteiten, alsmede enkele technische studies aan algemene universiteiten, en studies op het gebied van landbouw en natuurlijke omgeving (de Wageningen Universiteit). |
| drs.      | doctorandus           | Titel voor alle universitaire studies, vrije studierichting rechten (geeft geen toegang tot juridische beroepen als rechter en advocaat), voor andere juridische richtingen is de titel mr.                            |
| bacc.     | baccalaureus          | Titel na 4-jarige studie bij sommige universiteiten; niet meer verleend sinds 1981 (behalve bij de theologische faculteit van de Universiteit van Tilburg).                                                            |
| kand.     | kandidaats            | Titel na driejarige (rechten: tweejarige) universitaire studie; vanaf de invoering van de tweefasenstructuur uitgefaseerd, wordt thans niet meer verleend.                                                             |

### Titels in het hoger beroepsonderwijs
| Afkorting | Titel        | Omschrijving |
| --------- | ------------ | --- |
| lec.      | lector       | Geen hbo graad, maar aanduiding van een lector op een hogeschool; deze vervult een soortgelijke functie als een hoogleraar aan een universiteit. |
| ing.      | ingenieur    | Titel voor studies op het gebied van landbouw en natuurlijke omgeving of op het gebied van de techniek.                                          |
| bc.       | baccalaureus | Titel voor overige studies (niet zijnde op het gebied van landbouw en natuurlijke omgeving of op het gebied van de techniek).                    |

## Graden in Nederland
Door de invoering van de bachelor-masterstructuur hebben de volgende internationale graden (degrees) ingang gevonden:

### Graden in het (initieel) wetenschappelijk onderwijs
| Afkorting      | Graad                                                         | Omschrijving |
| -------------- | ------------------------------------------------------------- | --- |
| BA             | Bachelor of Arts                                              | voor wo-bachelors van alfa-studies of sommige gamma-studies |
| BSc            | Bachelor of Science                                           | voor wo-bachelors van bèta-studies of bepaalde gamma-studies |
| LLB            | Bachelor of Laws                                              | voor wo-bachelors in de rechten. |
| LLM            | Master of Laws                                                | voor wo-master in de rechten |
| MA             | Master of Arts                                                | voor wo-masters van alfa-studies of sommige gamma-studies |
| MSc            | Master of Science                                             | voor wo-masters van bèta-studies of bepaalde gamma-studies |
| MPhil          | Master of Philosophy                                          | voor studenten van wo-masters die een tweejarige researchmaster hebben afgerond met het verdedigen van een thesis. Wordt sinds 2009 niet meer uitgereikt in Nederland.                                                           |
| PDEng of EngD  | Professional Doctorate in Engineering / Engineering Doctorate | voor personen die met goed gevolg de tweejarige postacademische opleiding tot technologisch ontwerper hebben afgerond aan een Nederlandse technische universiteit. Sinds 2022 is de PDEng-titel in Nederland omgedoopt tot EngD. |
| D of PhD       | Doctor / Doctor of Philosophy                                 | voor personen die gepromoveerd zijn na verrichting van wetenschappelijk onderzoek |
| Graad + (Hons) | Honours degree                                                | voor personen die met goed gevolg een Honours Programme bij een universitaire bachelor- of masteropleiding hebben afgerond. |
| Graad + (Res)  | Research degree                                               | voor personen die met goed gevolg een speciale onderzoekersopleiding aan de universiteit hebben afgerond. Veelal betreft dit een research master.                                                                                |

In het dagelijks gebruik binnen de geneeskunde ziet men ook veel de Amerikaanse graad M.D. (Doctor of Medicine, van het Latijns: Medicinae Doctor). Deze graad kent in het Nederlandse systeem echter geen plaats, daar na het afronden van de master Geneeskunde een Master of Science (MSc) wordt verkregen. 

### Graden in het hoger beroepsonderwijs en postinitieel onderwijs
| Afkorting              | Graad                                    | Omschrijving                                                                              |
| ---------------------- | ---------------------------------------- | ----------------------------------------------------------------------------------------- |
| Ad                     | Associate Degree                         | voor een tweejarige studie afgerond aan een hogeschool                                    |
| B (+ varia toevoeging) | Bachelor (in/of + naam studie, A, of Sc) | na afronding vierjarige beroepsopleiding aan hogeschool                                   |
| M (+ varia toevoeging) | Master (in/of + naam studie, A, of Sc)   | voor 1 of 2-jarige initiële hbo-master of postinitiële master aan hogeschool/universiteit |

## Titulatuur en aanschrijfvormen

### Wetenschappelijk onderwijs
| Titel   | Graad            | Aanschrijfvorm                       |
| ------- | ---------------- | ------------------------------------ |
| prof.   | -                | De hooggeleerde heer / vrouwe        |
| dr.h.c. | -                | De weledelzeergeleerde heer / vrouwe |
| dr.     | D / PhD          | De weledelzeergeleerde heer / vrouwe |
| -       | PDEng / EngD     | De weledelgestrenge heer / vrouwe    |
| mr.     | LLM              | De weledelgestrenge heer / vrouwe    |
| ir.     | MSc              | De weledelgestrenge heer / vrouwe    |
| drs.    | MSc / MPhil / MA | De weledelgeleerde heer / vrouwe     |
| bacc.   | -                | De heer / Mevrouw                    |
| kand.   | BA / BSc / LLB   | De heer / Mevrouw                    |

### Hoger beroepsonderwijs en postinitieel onderwijs
| Titel | Graad            | Aanschrijfvorm                                                                                     |
| ----- | ---------------- | -------------------------------------------------------------------------------------------------- |
| lec.  | -                | De weledelzeergeleerde heer / vrouwe                                                               |
| -     | M (+ toevoeging) | De weledelgeleerde heer / vrouwe                                                                   |
| -     | M (+ toevoeging) | De weledelgestrenge heer / vrouwe (indien op gebied van landbouw, natuurwetenschappen of techniek) |
| ing.  | B (+ toevoeging) | De heer / Mevrouw (sinds 2005)                                                                     |
| bc.   | B (+ toevoeging) | De heer / Mevrouw                                                                                  |
| -     | AD               | De heer / Mevrouw                                                                                  |

## Plaatsing van titels en graden

### Plaatsing van titels
Titels worden altijd prenominaal d.w.z. vóór de naam geplaatst.

#### Rangorde bij meerdere verschillende titels
In Nederland bestaat een historisch gegroeid gebruik dat bepaalt in welke volgorde academische titels voor de naam dienen te worden gezet en hoe om te gaan met meerdere titels. Dit gebruik is als volgt:
- prof. en/of lec. staan geheel voorop, waarbij opgemerkt dient te worden dat deze onbeschermde ambtelijke titels zijn (een beroep) en geen academische titels.
- mr. is de enige academische titel die voor dr. kan staan.
- dr. staat voor alle overige academische titels,
- over de volgorde van drs. en ir. bestaat geen consensus: hoewel sommige stijlboeken 'drs.ir.' voorschrijven, zijn in de praktijk zowel ir.drs. als drs.ir. gebruikelijk.
- ing. komt als laatste.

De bijzondere situatie van de mr. titel is als volgt:
Een mr.dr.ir. is (mr. eerst)
- afgestudeerd in het recht;
- gepromoveerd in het recht;
- daarnaast ook afgestudeerd in een technische of landbouwkundige studierichting.

Een dr.mr.ir. is (dr. eerst)
- afgestudeerd in het recht;
- gepromoveerd, maar niet in het recht;
- daarnaast ook afgestudeerd in een technische of landbouwkundige studierichting.

Een mr.ir. die promoveert in het recht, wordt dus mr.dr.ir. Promoveert hij echter in een technische of andere richting, dan wordt hij dr.mr.ir. Een mr.drs.ir. wordt bij promotie altijd mr.dr.ir. of dr.mr.ir. en verliest dus hoe dan ook zijn drs.-titel. Dit hangt samen met het volgende:
De combinatie dr. drs. is niet mogelijk. Doctorandus betekent letterlijk "hij die doctor moet worden" en is daarmee een aanduiding dat de afgestudeerde kan worden "toegelaten tot de promotie" Iemand die reeds doctor is kan daarom niet meer doctorandus heten. Van oudsher was een doctorandus iemand die wel het doctoraalexamen met goed gevolg had afgelegd, maar nog niet de kort daaropvolgende promotie had voltooid, die lang noodzakelijk is geweest om de voor bepaalde maatschappelijke functies vereiste doctorstitel te mogen voeren. Rond 1920 is die laatste eis komen te vervallen. Het doctoraalexamen werd toen het eind van de universitaire studie en de doctorsgraad werd een graad die voor bekwaamheid als zelfstandig wetenschappelijk onderzoeker stond. In Nederland is de term doctorandus daarmee gebruikelijk geworden voor een afgestudeerde die niet met de promotie bezig is, en wordt veelal de term promovendus gebruikt voor iemand die bezig is met de promotie. In Vlaanderen wordt wel doctorandus gebruikt voor iemand die bezig is met de promotie.
Bij promotie vervangt de titel doctor de titel doctorandus. Dit geldt niet voor de titel ingenieur, omdat tussen die titels niet dezelfde taalkundig-historische relatie bestaat evenmin als tussen meester (mr.) en doctor. Om die reden blijven de titels ingenieur en meester bij promotie behouden.

#### Protocol bij meerdere dezelfde titels
Wanneer iemand meerdere academische titels van hetzelfde type heeft behaald, zoals mr., drs. of ir., dan wordt deze titel slechts eenmaal vermeld. Zo is bijvoorbeeld “drs. ir. Hadinga” correct, terwijl “ir. ir. A.D. Philipsen” onjuist is; dit dient te worden weergegeven als “ir. A.D. Philipsen”.
Indien de behaalde titels betrekking hebben op hetzelfde type opleiding wordt doorgaans gekozen om de hoogste titel te gebruiken. Heeft zo'n iemand bijvoorbeeld een ingenieursopleiding afgerond, eenmaal in de biotechnologie aan het hoger laboratorium onderwijs (ing.) en andermaal in de technische natuurkunde aan de technische universiteit (ir.), dan wordt toch alleen de hoogste ingenieurstitel vermeld. Dus "ir. Boonstra", en niet "ir. ing. Boonstra". Ook al betreft het verschillende studies, het zijn beide ingenieursopleidingen, en van de twee ingenieurstitels wordt er dan slechts één vermeld. In de praktijk komt het echter nog weleens voor dat iemand als “ir. ing.” wordt aangeduid, alhoewel dit formeel gezien onjuist is en soms als overdadig wordt ervaren.
Het voeren van meerdere doctorstitels (dr. dr., etc.) is wel mogelijk volgens de gebruiken, maar is hoogst zeldzaam. Bij meerdere doctorstitels wordt dan meestal de afkorting mult. (multiplex, meervoudig) gebruikt, wat vaak het geval is bij eredoctoraten (te herkennen aan de letters h.c voor 'honoris causa' achter de doctorstitel). Zo is een "prof. dr. dr.h.c.mult." een gepromoveerd hoogleraar met meerdere eredoctoraten. In extreme gevallen kan men hierachter nog tussen haakjes de - waar nodig Latijnse - afkortingen plaatsen van de universiteiten die een eredoctoraat verleenden.

#### Overig aangaande titels
In Nederland is het ongebruikelijk onder juristen om hun juridische doctorstitel te voeren: zij beperken zich over het algemeen tot de aanduiding mr. of, indien hoogleraar, prof.mr. Dit hangt ermee samen dat de meestertitel vóór het begin van de twintigste eeuw slechts aan een juridische doctor toekwam. Toen de meestertitel niet meer aan het doctoraat, maar aan het doctoraal verbonden werd, voerden juristen uit historische overwegingen niet de drs.- of dr.-titel; de meestertitel hield die immers al in en was dus historisch gezien hoger. Dat laatste is ook de reden dat de meestertitel aan andere titels voorafgaat. Zijn zij daarentegen gepromoveerd niet in het recht, dan voeren zij die doctorstitel wel (welke dan voorafgaat aan de meestertitel).
Hoogleraren die met emeritaat (eervol pensioen) zijn, kunnen in plaats van prof. (welk ambt zij immers niet meer bekleden) de ambtstitel prof.em. (professor emeritus) voeren.
Bij militairen wordt de titel gebruikt na de militaire rang ("Kol Ir.", waarbij bij de afkorting van de rang geen punt wordt gebruikt). Bij een gepensioneerde militair wordt "bd" voor buiten dienst toegevoegd "Kol bd Ir.". Ook bij geestelijken wordt de kerkelijke titel of functie vooraan gezet (vb. Mgr. dr. J. de Jong).

### Plaatsing van graden
Een graad uit de bachelor-masterstructuur wordt altijd postnominaal d.w.z. achter de naam geplaatst. Bijvoorbeeld: "Kees Janssen, BA". 
De bachelorgraad is equivalent met (oude) graden van hogescholen (bc., ing.), en als afsluiting van de eerste fase van het wetenschappelijk onderwijs
vergelijkbaar met de voormalige kandidaatstitel; de mastergraad met het universitaire doctoraaldiploma (drs., ir., mr.). Op grond van art. 7.20 van de Wet op het hoger onderwijs en wetenschappelijk onderzoek mag een afgestudeerde naar keuze zijn eigen titel of de equivalente graad uit het andere systeem voeren. De in het buitenland gebruikte graad PhD komt overeen met de doctorsgraad.

### Combinaties van Nederlandse titels met graden
Combinaties van titels met graden zijn niet toegestaan, met uitzondering van combinaties van Nederlandse titels met postinitiële graden. Tekenen als drs. A. Jansen, MBA is dus toegestaan, maar de combinatie drs. A. Jansen, MSc niet. Wat wel is toegestaan is het vertalen van een Nederlandse titel naar een internationale graad; zie ook 'Plaatsing van graden'. Voor zover er sprake van verschillende internationale graden is, zijn combinaties daarvan toegestaan.

## Titels en graden die in het buitenland behaald zijn
Iemand die een opleiding heeft afgerond aan een niet in Nederland gevestigde instelling voor hoger onderwijs en daarmee in dat land gerechtigd is tot het voeren van een graad achter de naam, is tevens gerechtigd die graad in Nederland in de eigen naam tot uitdrukking te brengen op dezelfde wijze als in het desbetreffende land.
Wil men met dit buitenlandse diploma echter een Nederlandse titel voeren, zoals doctorandus (drs.), meester (mr.), baccalaureus (bc.), enzovoorts, dan dient men hiervoor een officiële beschikking aan te vragen bij de Dienst Uitvoering Onderwijs (DUO), afdeling Diplomawaardering. Bij dit verzoek dient een gewaarmerkte kopie van het behaalde diploma meegestuurd te worden. De toestemming wordt verleend naar oordeel van de Minister.
De vertaling van de buitenlandse graden naar Nederlandse titels is als volgt:
- PhD en andere gelijkwaardige onderzoeksdoctoraten worden doctor (dr.)
- MSc wordt doctorandus (drs.), of ingenieur (ir.) in geval van studies van technische aard of landbouw en natuurlijke omgeving
- MA wordt doctorandus (drs.)
- LLM wordt meester (mr.)
- bachelor in het hoger beroepsonderwijs op het gebied van techniek, of landbouw en natuurlijke omgeving wordt ingenieur (ing.)
- overig hoger beroepsonderwijs wordt baccalaureus (bc.)

## Dominee
De aanduiding ds. wordt gebruikt voor een mannelijke predikant en da. voor een vrouwelijke predikant (voor beiden aanspreektitel dominee), maar deze aanduidingen zijn niet beschermd. Hoewel een predikant meestal een doctoraal- of masteropleiding theologie heeft gevolgd is het geen noodzaak voor predikanten om universitair geschoold te zijn. Ds. of da. is derhalve geen titel gerelateerd aan het hoger onderwijs.

## Dagelijks gebruik
Het is in Nederland de laatste decennia steeds minder gebruikelijk om titels in de dagelijkse praktijk te gebruiken. Bij de adressering en de aanhef van brieven wordt er echter nog vaak rekening mee gehouden.
In de aanhef van een algemene brief, waarbij men niet weet aan welke individuele personen de brief is gericht of wat de titel van de lezer is, kan men s.s.t.t. (salvis titulis) toevoegen, wat zoveel betekent als: zonder onrecht aan uw achtergrond te doen, schrijf ik u toch met het respect dat u verdient. Letterlijk betekent het: zonder (vermelding van) (aanspreek)titels. Het enkelvoud hiervan is s.t. (salvo titulo).

N.B. Niet te verwarren met L.S. bovenaan een brief, wat een afkorting is van: Lectori Salutem (en zoveel betekent als 'heil aan de lezer' of 'groet aan de lezer').

## Varia
- De afkorting van de Nederlandse doctorandustitel, namelijk drs., leverde in het buitenland nogal eens verwarring op. Terwijl het in het Nederlands betekent hij die doctor moet worden (en dat dus nog niet is), denkt men in Engelstalige landen veelal dat het iemand betreft met meerdere doctor-titels.
- De voor vrouwen meer geëigende maar nooit officieel ingevoerde titel dra. (doctoranda, zij die nog doctor moet worden) wordt heden ten dage vrijwel niet meer gebruikt.
- De afkorting van de Nederlandse meestertitel, namelijk mr., leidt in het buitenland nogal eens tot verwarring. Terwijl het in Nederland de titel is voor een universitair afgestudeerde in rechtsgeleerdheid, denkt men in Engelstalige landen daarbij eerder aan de afkorting van mister (= de heer, mijnheer).
- De afkorting mrs. wordt gebruikt vóór een opsomming van verschillende namen van personen met de meestertitel. Zo wordt deze meervoudsafkorting mrs. bijvoorbeeld gebruikt op naamborden van advocatenpraktijken, voorafgaand aan de rij namen van de compagnons en in rechterlijke uitspraken wordt wel mrs. geplaatst voor de namen van de rechters, om niet steeds bij een ieder opnieuw de meestertitel te hoeven herhalen.
- In Nederland waren er in de eerste decennia van de 21e eeuw enkele academici met alle universitaire titels: 
  - Prof. dr. mr. ir. Neelke Doorn - Hoogleraar Ethics of Water Engineering (TU Delft)[18]
  - Prof. mr. dr. ir. Sicco Santema - Hoogleraar Business to Business Marketing (TU Delft)[19]
  - Prof. mr. dr. ir. Eric Tjong Tjin Tai - Hoogleraar Private, Business and Labour Law (Universiteit van Tilburg)[20]
  - Prof. mr. dr. ir. Bart Custers - Hoogleraar Law and Data Science (Universiteit Leiden)[21]
  - Prof. mr. dr. ir. Jaap Zevenbergen - Hoogleraar Land Administration and Management (Universiteit Twente)[22]
  - Prof. mr. dr. ir. Lambèr Royakkers - Hoogleraar, Industrial Engineering and Innovation Sciences (Eindhoven University of Technology)[23]